# Carbon-Blanc
Carbon-Blanc – miejscowość i gmina we Francji, w regionie Nowa Akwitania, w departamencie Żyronda.
Według danych na rok 1990 gminę zamieszkiwały 5842 osoby, a gęstość zaludnienia wynosiła 1513 osób/km² (wśród 2290 gmin Akwitanii Carbon-Blanc plasuje się na 69. miejscu pod względem liczby ludności, natomiast pod względem powierzchni na miejscu 1493.).

## Współpraca
- Großostheim, Niemcy
- San Martín de Valdeiglesias, Hiszpania